# Hyaleucerea grandis
Hyaleucerea grandis är en fjärilsart som beskrevs av William Schaus 1921. Hyaleucerea grandis ingår i släktet Hyaleucerea och familjen björnspinnare. Inga underarter finns listade i Catalogue of Life.